# پاک‌کن (آلبوم موسیقی)
پاک کن (به انگلیسی: The Eraser) عنوان آلبومی تکی (سلو) از تام یورک گیتاریست و خواننده گروه ریدیوهد است که در سال ۲۰۰۶ (میلادی) منتشر شده است.